# 炭素酸
炭素酸 (Carbon acid) は炭素に直接結合した水素が脱離することによって、カルバニオンになる化合物のことである。よって、炭素-水素結合を含む全ての炭化水素は、pKaの値さえ与えられれば酸と考えることができる。メタンのpKaは 56であり、酢酸のpKaは 4.76 であることを踏まえると、確かにメタンは酸とは言い難いかもしれない。炭素酸のpKaのオーダーは、そのカルバニオンの安定性を反映している。pKaを求めるには二つの方法がある。1つは、ジメチルスルホキシド (DMSO) 溶液のような炭素酸とそのアニオンをよく溶かす溶液を用いて、通常の酸と比べる方法で、もう1つは気相中で測定する方法である。DMSOを使った方法では、自身のpKa (35) より低いpKaを持つ物質の値は測定できない。
| 名称                                                               | 化学式                          | 構造式 | pKa   |
| ------------------------------------------------------------------ | ------------------------------- | ------ | ----- |
| シクロペンタン                                                     | {\displaystyle {\ce {C5H10}}}   |        | 〜 59 |
| メタン                                                             | {\displaystyle {\ce {CH4}}}     |        | 〜 56 |
| アニソール                                                         | {\displaystyle {\ce {C7H8O}}}   |        | 〜 49 |
| プロペン                                                           | {\displaystyle {\ce {C3H6}}}    |        | 〜 44 |
| トルエン                                                           | {\displaystyle {\ce {C6H5CH3}}} |        | 〜 43 |
| ジフェニルメタン                                                   | {\displaystyle {\ce {C13H12}}}  |        | 32.3  |
| トリフェニルメタン                                                 | {\displaystyle {\ce {C19H16}}}  |        | 30.6  |
| キサンテン                                                         | {\displaystyle {\ce {C13H10O}}} |        | 30    |
| エタノール                                                         | {\displaystyle {\ce {C2H5OH}}}  |        | 29.8  |
| フェニルアセチレン                                                 | {\displaystyle {\ce {C8H6}}}    |        | 28.8  |
| チオキサンテン                                                     | {\displaystyle {\ce {C13H10S}}} |        | 28.6  |
| アセトン                                                           | {\displaystyle {\ce {C3H6O}}}   |        | 26.5  |
| ベンゾオキサゾール                                                 | {\displaystyle {\ce {C7H5NO}}}  |        | 24.4  |
| フルオレン                                                         | {\displaystyle {\ce {C13H10}}}  |        | 22.6  |
| インデン                                                           | {\displaystyle {\ce {C9H8}}}    |        | 20.1  |
| シクロペンタジエン                                                 | {\displaystyle {\ce {C5H6}}}    |        | 18    |
| アセチルアセトン                                                   | {\displaystyle {\ce {C5H8O2}}}  |        | 13.3  |
| マロノニトリル                                                     | {\displaystyle {\ce {C3H2N2}}}  |        | 11.2  |
| メルドラム酸                                                       | {\displaystyle {\ce {C6H8O4}}}  |        | 7.3   |
| 表は、DMSO中の炭素酸のpKaである。有名な酸のpKaは太字で表している。 |                                 |        |       |

表のメタンから辿っていくと、インデンとシクロペンタジエンのように芳香族性で安定化されたアニオンや、トリフェニルメタンのように3つのベンゼン環により負電荷が非局在化されたアニオンで、酸性度が高くなるのがわかる。マロノニトリルは誘起効果のみで安定化している。エノレートは負電荷を酸素原子にも分け与えるので、カルボニル化合物のα-プロトンは解離しやすい。メルドラム酸は、カルボン酸と同等の酸性度を持つため、名前に「酸」という文字が入ってしまったが、実はラクトンである。カルボニル化合物の酸性度はアルドール反応などの有機反応において重要な駆動力になる。
炭素酸の王者はカルボラン超酸で、硫酸の百万倍の酸性度を持つ。